# Номерні знаки Молдови

Номерний знак Молдови (з 1 квітня 2015)

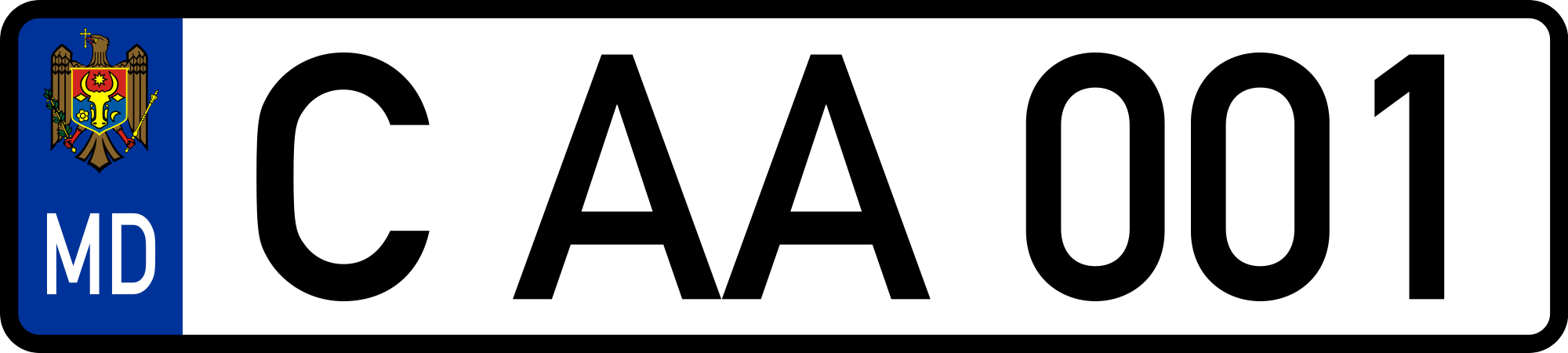
Moldovan registration plate, issued from November 2011

Moldovan registration plate, issued prior to November 2011

Автомобільні номерні знаки Молдови — використовуються для реєстрації транспортних засобів у Молдові для перевірки законності використання, наявності страхування та ідентифікації транспортних засобів.
Реєстраційні знаки транспортних засобів Молдови містять шість чорних символів на білому фоні: три літери і три цифри. На лівій частині пластини є модифікована, ширша, ніж звичайна, синя смуга ЄС, що містить молдовський прапор замість символу ЄС і міжнародний код країни MD під ним. Пластини шириною 520 мм і висотою 112 мм виготовлені з металу з рельєфними символами за у шрифті FE-Schrift.
Номерні знаки до 2015 року мали сім символів: дві літери коду регіону (за винятком Кишинева, який має лише літери C і K), дві серійні літери і три цифри, всі написані шрифтом DIN 1451 Mittelschrift. Ліва частина пластини містить герб Молдови з кодом країни MD (до 1993 року кодом країни на автомобільних табличках був MLD). З 1 листопада 2011 року має вертикальний синій фон, схожий на пластини Європейського Союзу.
У 1992 році введені перші серії нових номерних знаків Молдови з помилковим міжнародним кодом, який належить Мальдівським островам — MLD, що не дозволяло перетинати державний кордон таким транспортним засобам. У 1993 році помилка була виправлена, а код країни був замінений на MD.

## Регіональні коди Молдови

Карта Молдови з кодами регіонів

| Код | Місто або район (примітки)                 |
| --- | ------------------------------------------ |
| AN  | Аненій-Нойський район                      |
| BE  | Бендери                                    |
| BL  | Бєльці                                     |
| BR  | Бричанський район                          |
| BS  | Бессарабський район                        |
| C   | Кишинів                                    |
| CC  | Кам'янський район                          |
| CG  | Чадир-Лунга (нині Гагаузія)                |
| CH  | Кагульський район                          |
| CL  | Калараський район                          |
| CM  | Чимішлійський район                        |
| CN  | Каїнари (об'єднаний з Каушенським районом) |
| CO  | Комрат (нині Гагаузія)                     |
| CR  | Кріуленський район                         |
| CS  | Каушенський район                          |
| CT  | Кантемірський район                        |
| CU  | Кишинівський район (1999—2002)             |
| DB  | Дубесарський район                         |
| DN  | Дондушенський район                        |
| DR  | Дрокійський район                          |
| ED  | Єдинецький район                           |
| FL  | Фалештський район                          |
| FR  | Флорештський район                         |
| GE  | Гагаузія                                   |
| GL  | Глоденський район                          |
| GR  | Григоріопольський район                    |
| HN  | Гинчештський район                         |
| IL  | Яловенський район                          |
| K   | Кишинів                                    |
| LP  | Лепушнанський район (1999—2002)            |
| LV  | Леовський район                            |
| NS  | Ніспоренський район                        |
| OC  | Окницький район                            |
| OR  | Оргіївський район                          |
| RB  | Рибницький район                           |
| RS  | Ришканський район                          |
| RZ  | Резинський район                           |
| SD  | Шолданештський район                       |
| SG  | Синжерейський район                        |
| SL  | Слободзейський район                       |
| SR  | Сороцький район                            |
| ST  | Страшенський район                         |
| SV  | Штефан-Водський район                      |
| TG  | Бендери                                    |
| TL  | Теленештський район                        |
| TR  | Тараклійський район                        |
| TS  | Тирасполь                                  |
| UN  | Унгенський район                           |
| VL  | Вулканешти (нині Гагаузія)                 |

## Спеціальні номерні знаки
- Номерні знаки державних транспортних засобів містять код RM (скорочено від «Республіка Молдова») — єдиного номера, що представляє владні органи (P для парламенту, G для уряду, A для канцелярії президента) і три цифри. Чим нижче число (наприклад: 001), тим вищий ранг чиновника. Наприклад, «RM P 001», «RM G 001», «RM A 123».
- Номерні знаки президентського автомобіля містять літери RM, за якими слідують чотири цифри. Президентський лімузин має номерний знак «RM 0001».
- Номерні знаки дипломатичних транспортних засобів містятьдволітерний код (CD для дипломатичного корпусу, TC для консульського персоналу, TS для персоналу служб (або автомобілів, що належать посольству, але не тільки для службовців посольств) і CA для адміністративного персоналу) три цифри (що представляють посольство) і одну-дві літери (CD, А або АА зазвичай на автомобілях послів). Наприклад, «CD 111 A», «CD 112 AA», «TC 113 AA», «TS 114 AA», «CA 115 AA». На номерних знаках такого типу розміщені сині літери на білому тлі.
- На автомобілях Міністерства внутрішніх справ номерні знаки містять літери MAI і три-чотири цифри. Наприклад, «MAI 1234». Рідрозділ Міністерства карабінерів має свій номерний ряд — літери MIC і три-чотири цифри. Наприклад, «MIC 1234». До серії MAI поліцейські автомобілі мали код POL та три-чотири цифри. Наприклад, «POL 1234», тоді як поліція дорожнього руху мала код PR і три-чотири цифри. Наприклад, «PR 1234».
- Номерні знаки транспортних засобів Служби державної безпеки містять літери SP і три цифри. Наприклад, «SP 123».
- Військові транспортні засоби мають номерні знаки з кодом FA і чотирма цифрами. Наприклад, «FA 1234».
- Транспортні засоби прикордонної служби мають номерні знаки з кодом DG і чотири цифри. Наприклад, «DG 1234».
- Транспортні засоби іноземним резидентів (не дипломатичні) містять номерні знаки з кодом Н, чотири цифри і відповідний знак у правій частині пластини червоним текстом на білому тлі. Наприклад, «Н 1234».

### Історія

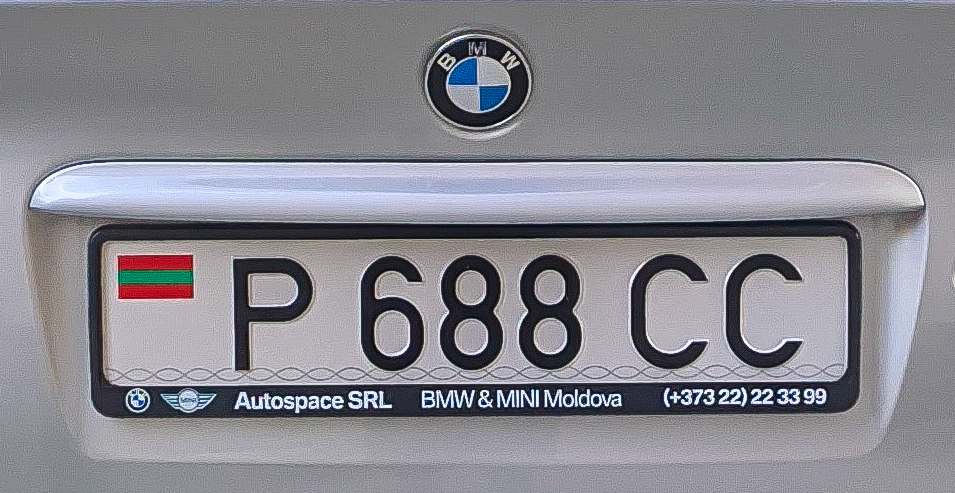
Номерний знак Придністров'я

У 1990 році на лівому березі Дністра утворена невизнана Придністровська Молдавська РСР, пізніше перетворена на Придністровську Молдавську Республіку, яка не прийняла нову молдовську владу, а тому після введення в Молдові власних реєстраційних знаків, на території ПМР тривав випуск номерів останнього радянського стандарту, але власних серій. Спочатку випускалися номери серії МП, згодом — МЕ. Пізніше була введена серія МВ, в якості третьої літери використовувалися тільки літери кирилиці, схожі за накресленням з латинськими; для причепів використовувалася серія ПБ.
З середини 1990-х років на території ПМР розпочата видача номерних знаків власного зразка, більшість з яких мають наступний вигляд:
|  |

|  |

Номери 6-значні. Перша буква номера позначає регіон реєстрації, дві літери в кінці — серію. Фон номерних знаків білий, напис виконується чорним кольором.
Розмір однорядних номерних знаків 520×112 мм. На автомобілях обов'язкова наявність номерного знака як спереду, так і ззаду. Зліва, що відокремлюється вертикальною чорною лінією, зображений прапор Придністров'я, і голограма, на якій також надрукований реєстраційний номер. З 2015 року на номерах ліквідована голограма і вертикальна чорна лінія.
Дані номери дозволяють пересування лише територією ПМР, а також територією Молдови підконтрольній центральній владі. До 31 серпня 2021 року була можливість в'їзду на територію Україна. З 1 вересня 2021 року до участі у міжнародному русі допускатимуться виключно ті транспортні засоби із Придністровського регіону Республіки Молдова, які мають реєстраційні номерні знаки узгодженого зразка та так звані «нейтральні номери», разом з іншими транспортними засобами, зареєстрованими відповідно із законодавством Республіки Молдова. Відносно транспортних засобів з так званого «ПМР» з іншими реєстраційними номерами діє заборона руху через державний кордон для в'їзду в Україну та/або транзитного руху автомобілів.
Є можливість використання транспортних засобів з придністровськими номерними знаками в Росії, Білорусі, а також країнах, що визнають незалежність ПМР — Абхазію і Південну Осетію. Але зважаючи на заборону з боку України, можливість потрапляння транспортних засобів з номерами ПМР в ці країни, можливість відсутня. До 2014 року, хоч офіційно і не підтверджувалося, але була можливість в'їзду в країни Європейського Союзу (за винятком Румунії).
З осені 2012 року в ПМР офіційно дозволені замовні номери, в тому числі і індивідуальні. Номери купуються за додаткову плату, яка варіюється в залежності від виду замовленого номера. Повністю індивідуальні номерні знаки в ПМР є «підмінними» (тобто спочатку автомобіль повинен бути зареєстрований звичайними номерами) і не дозволено виїжджати за межі республіки.
Номери для міжнародних перевізників
У березні 2013 року владою Молдови та ПМР погоджено новий вид номерів — нейтральний номер для придністровських міжнародних перевізників. Він має формат» «АВ ЦЦ ЦЦЦ», де Ц — цифра, і не містить будь-якої державної символіки.
|  |

Даний вид номерів почав видаватися з 10 вересня 2018 року, проте формат номерів був змінений на «БББ ЦЦЦ». Існує також дворядне виконання номера, де букви поміщені в верхній ряд, а цифри — в нижній.
Інші види номерів
У липні 2015 року президентом Придністровської Молдавської Республіки були внесені зміни до Закону про спеціальні номерні знаки транспортних засобів.
Причіпні номерні знаки
Містять чорні символи на білому тлі в два ряди. У верхньому ряду-прапор, голограма і дві літери серії, в нижньому ряду — буква коду місця реєстрації і три цифри.
|  |

Мотоциклетні номерні знаки
Містять чорні символи на білому тлі в два ряди. У верхньому ряду-прапор і дві літери серії, в нижньому ряду — три цифри. Перша буква в серії означає Місце реєстрації.
|  |

- Мопедні номерні знаки

Містить букву коду місця реєстрації і три цифри, прапор ПМР і голограма відсутні.
|  |

Тракторні номерні знаки
За зовнішнім виглядом повністю повторюють форму відповідних номерів останнього радянського стандарту, але кількість цифр скорочено до трьох, перша буква позначає регіон реєстрації. Даними номерами також реєструються і тракторні причепи.
|  |

Номерні знаки МВС
До 2020 року містили чорні символи на синьому тлі. Формат-дві літери серії і три цифри. Друга буква в серії - М. Центральному апарату МВС належить серія ММ, міським і районним підрозділам МВС належать серії з першою літерою коду міста або району.
|  |

З 2020 року формат змінився: пластина містить сині символи на білому тлі; формат — три літери МВД і три цифри.
Номерні знаки вищого керівництва Придністров'я
Містить три цифри і герб ПМР.
|  |

Номерні знаки держструктур (спецномери)
Вони п'ятизначні: три цифри і дві літери серії «СА» (Службовий Автомобіль).
|  |

У лютому 2012 року було заявлено, що автомобілі відомств ПМР позбудуться державних номерних знаків.У березні президент ПМР підписав указ, що закликає власників спеціальних номерів здати їх у тридцятиденний термін, проте цей наказ не був виконаний, і автомобілі з такими номерами є можливість зустріти у ПМР до цього дня.
Дипломатичні номерні знаки
Виконуються темно-синіми символами на білому тлі, формат номера: «CD ЦЦЦ ЦЦ», де Ц — цифра. Перші три цифри позначають країну представництва (001 —   Росія, 002 —  Молдова, 003 —  Україна), наступні дві — порядковий номер (01 завжди належить голові представництва).
|  |

Номерні знаки Збройних сил ПМР
Виконуються за образом і подобою радянських військових номерів стандартів 1960-х років і номерів на основі стандарту 1977 року, але в звичайній колірній гамі (чорні символи на білому тлі). Найбільш часто зустрічаються серії — МО і РГ на номерах стандарту 1960-х років, і серії СО і ПВ на номерах пізнього радянського зразка.
|  |

Коди регіонів
| Код | Регіон                  | Зразок |
| --- | ----------------------- | ------ |
| А   | Бендери                 |        |
| В   | Григоріополь            |        |
| Е   | Дубоссари               |        |
| H   | Тирасполь тільки мопеди |        |
| К   | Кам'янка                |        |
| Р   | Рибниця                 |        |
| С   | Слободзея               |        |
| T   | Тирасполь               |        |